# Barastyr
Nella mitologia osseta, Barastyr è un personaggio mitico, che comanda sul Paese dei Morti.
Barastyr è una figura centrale in molte leggende ossete, nel paese caucasico inoltre sono particolarmente sviluppati anche i rituali di offerta funeraria. Probabilmente il termine Bar-astyr è associato alle tradizioni cecene sul culto dei morti: il secondo elemento del nome astyr ha delle assonanze con il ceceno Eshtr, capo dei morti.

## Ciclo dei Narti
Barastyr compare diverse volte nei racconti legati al Ciclo dei Narti, come ad esempio quando permette al Figlio senza nome di Uryzmæg di prendere il suo cavallo castrato e tornare nel regno dei vivi per parlare col padre.